# BP步行桥
BP步行桥（英語：BP Pedestrian Bridge，或简称）是一座位于美國伊利諾伊州芝加哥卢普区千禧公园内的箱梁行人天桥。它横跨哥伦布道，并连接千禧公园和麦琪戴利公园（Maggie Daley Park，更名前为Daley Bicentennial Plaza）。这两个公园由普利策獎得主弗兰克·盖里设计，是格兰特公园的主要组成部分，并于2004年7月16日和千禧公园其他设施一起向公众开放。
当时，芝加哥的城市委员会邀请盖里设计该步行桥和附近的傑·普利茲克露天音樂廳，并最后在普立兹克家族提供建设音乐厅的基金后得到盖里的同意。步行桥以为建设工程捐助500万美元的英国石油公司（BP）命名，它也是盖里第一座完工的桥。
BP步行桥因其外形又被俗称为「蛇形桥」，参观者可以从其蛇形形态和不锈钢结构中感受到盖里的抽象派风格。盖里以金属薄片铺盖步行桥，因薄片的重量不会对桥的箱型梁结构构成威胁，并因此设计获得很多奖项。他还在设计过程中，以不锈钢女兒牆代替传统的扶手，也用了硬木铺盖桥面，为阻隔来自哥伦布道的交通噪音，他在步行桥上设计了隔音屏障，为残疾人士提供便利，桥面百分之五的坡度也让步行桥符合无障碍环境的通用设计。BP步行桥的总长为935英尺，如今在美国国内和国际上都有着非常高的知名度。虽然步行桥因其桥面的冰不能被安全移除需在冬天关闭，但还是因其设计和美感得到了很多好评。

## 设计

### 初步设计
从19世纪中叶开始，位于密西根湖东部和河床西边的格兰特公园成为芝加哥主要的公园。1997年，芝加哥城市委员会决定在格兰特公园西北方的伊利诺伊中央铁路公司铁路站场和停车场的所在地盖千禧公园。2007年，这个新公园成为芝加哥的第二大景点，排名仅次于海军码头。

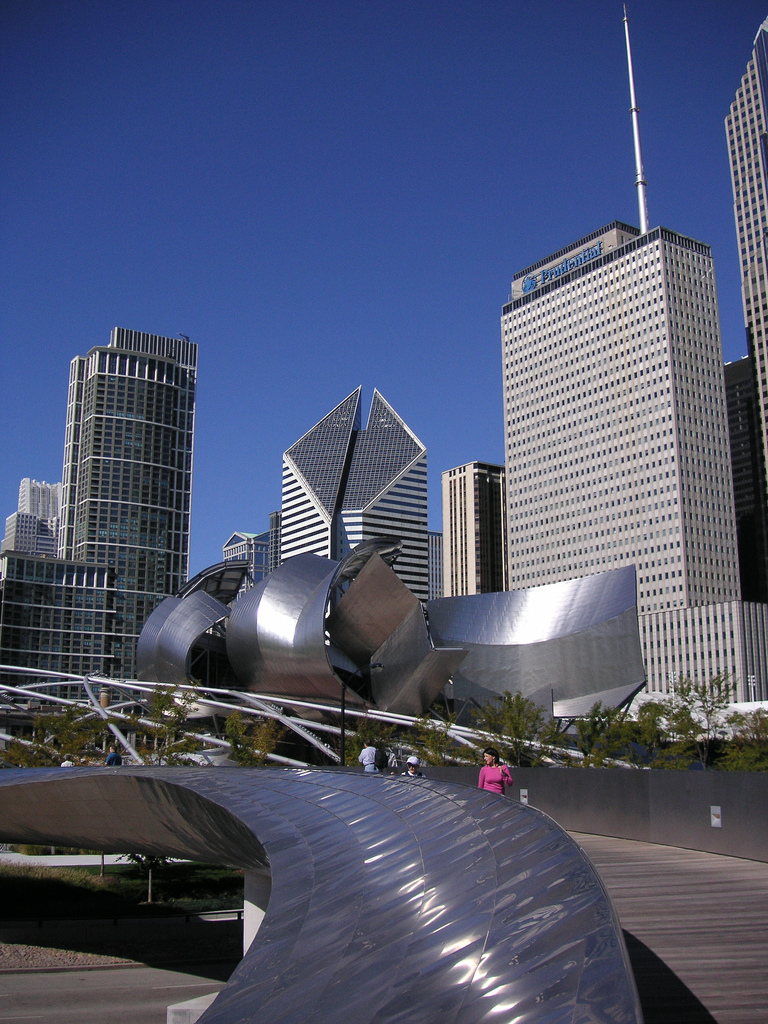
弗兰克·盖里均以弧形不锈钢钢板来设计BP步行桥和傑·普利茲克露天音樂廳。

1999年2月，芝加哥城市委员会开始和弗兰克·盖里商讨为新公园建造露天舞台的有关事宜，SOM建筑设计事务所（Skidmore, Owings & Merrill LLP）的建筑师艾德里安·史密斯（Adrian Smith）也为此多次接触盖里。他们希望盖里能为舞台设计一个前台拱、供乐团使用的设施及一座连接哥伦布道和麦琪戴利广场的步行桥。这些设计最终成为了BP步行桥和傑·普利茲克露天音樂廳。1999年4月，委员会宣布普立兹克家族同意以1500万美元资助露天音乐厅的建设工程，另外还有9位赞助人愿意以1000万美元资助公园的工程。盖里也马上接下了设计工作。当时，《芝加哥論壇報》以盖里的作品毕尔巴鄂古根海姆美术馆把他称赞为「世界上最火热的建筑师」。千禧公园的项目经理爱德华·乌赫里尔也曾经说过：「弗兰克正在为建筑开创前沿。」并认为他们不可能再找到比盖里更出色的建筑师了。
盖里在公布露天音乐厅及步行桥的设计图时，承认步行桥的设计因资金不足的缘故而没达到要求。此外，他在设计初期就已经意识到公园需要一个阻隔交通噪音的屏障，他也很明确地看到这一点，但这些规划都因美国士兵体育馆（Soldier Field）需要重新设计的缘故而耽搁了。2000年1月，芝加哥城市委员会宣布扩大公园面积以容纳云门、皇冠喷泉、麦当劳自行车中心及BP步行桥的计划。盖里就在那个月公布了他另外一个主张弯形桥设计的计划书。
虽然傑·普利茲克露天音樂廳建成后的模样与盖里的设计有稍许不同，但步行桥的设计 经过了多次重大修改。步行桥的设计于2000年制定好，并准备于2002年开始建造。他们打算把步行桥建为170英尺长和20英尺宽。但当时的芝加哥市长李察·米高·戴利不赞同这个设计，并让盖里多画了10个设计。这10个设计中，有一座主张连接公园西北端和麦琪戴利广场北端的Z形桥，但这个设计需要安装很多升降机以满足美国残疾人法案（Americans with Disabilities Act）的要求，所以最后盖里放弃了此设计。盖里在设计步行桥前曾设计过两座大桥，但它们最后都没盖成。

### 最终设计

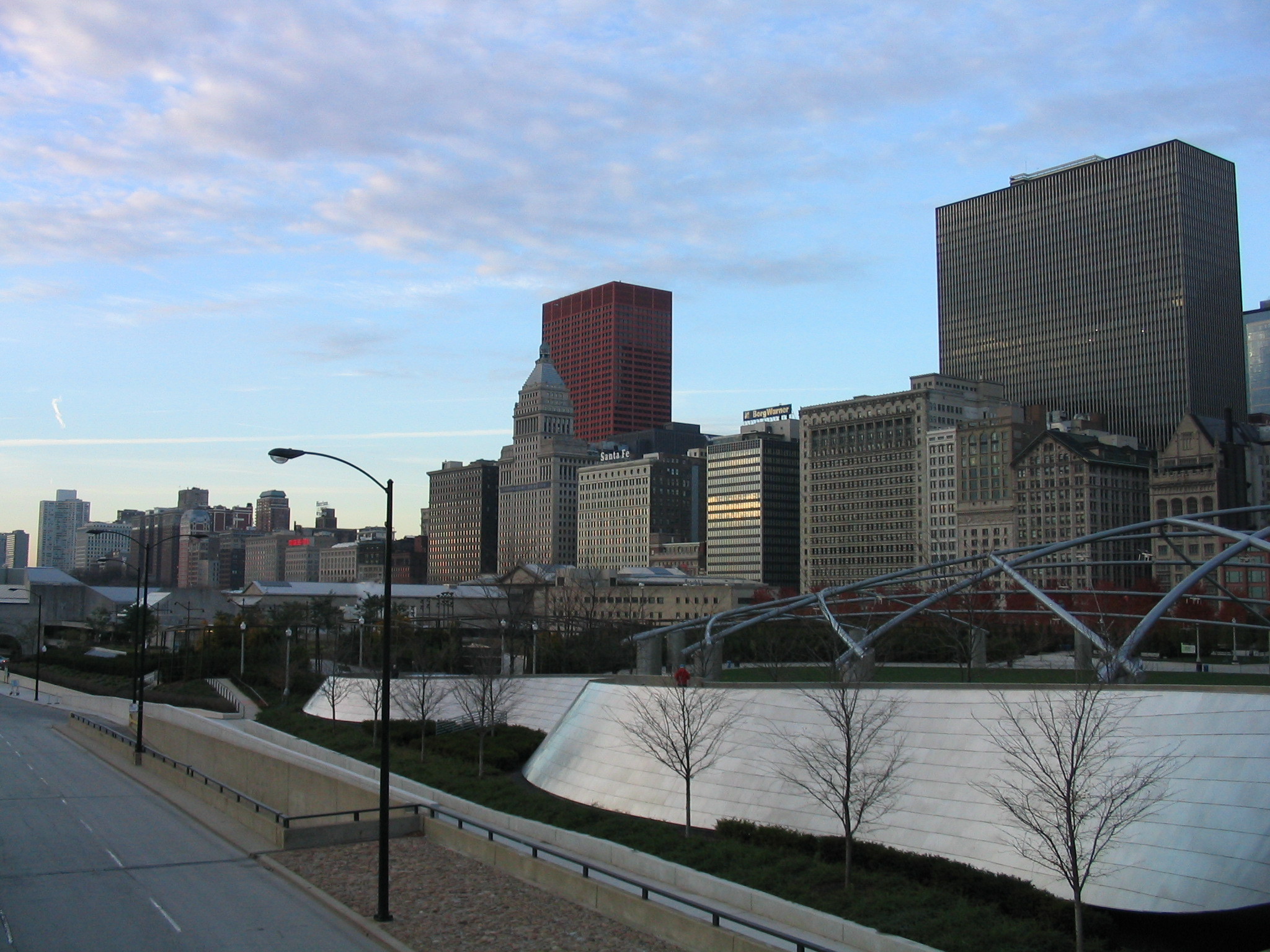
步行桥为千禧公园东端的噪音屏障。

2000年6月10日，步行桥的最终设计于芝加哥文化中心（Chicago Cultural Center）中展出。其最后尺寸为935英尺长，20英尺宽。设计师们为步行桥在哥伦布道上预留了一个14英尺半的桥间隙，此长度稍稍高于美国运输部联邦公路管理局（Federal Highway Administration）城区州际公路桥间要有14英尺长的标准。恰恰因为这些多余的间隙，相关部门可于未来为桥下的人行道多铺几层混凝土。桥的高度也高于伊利诺斯州车辆法规（Illinois Vehicle Code）中车辆最高高度为13英尺半的限制。《纽约时报》报道步行桥的长度为哥伦布道宽度的10倍。
BP步行桥的开端本位于傑·普利茲克露天音樂廳草坪与植物园（Lurie Garden）之间的棚架，但设计团队修改了此设计让步行桥的西端与植物园的木板路保持一致。步行桥的C形北端横跨千禧公园的东端、哥伦布道及公园地下停车场的入口，其S形部分也在麦克戴利广场上方开始往东转。团队放弃了步行桥的「之」字形下坡及阶梯平台的设计，以便残疾人士之需。步行桥百分之五的坡度也解决了直坡、L形、「之」字形、U形下坡所带来的搬运问题。此无障碍设计也为公园赢得2005年的美国无障碍大奖。

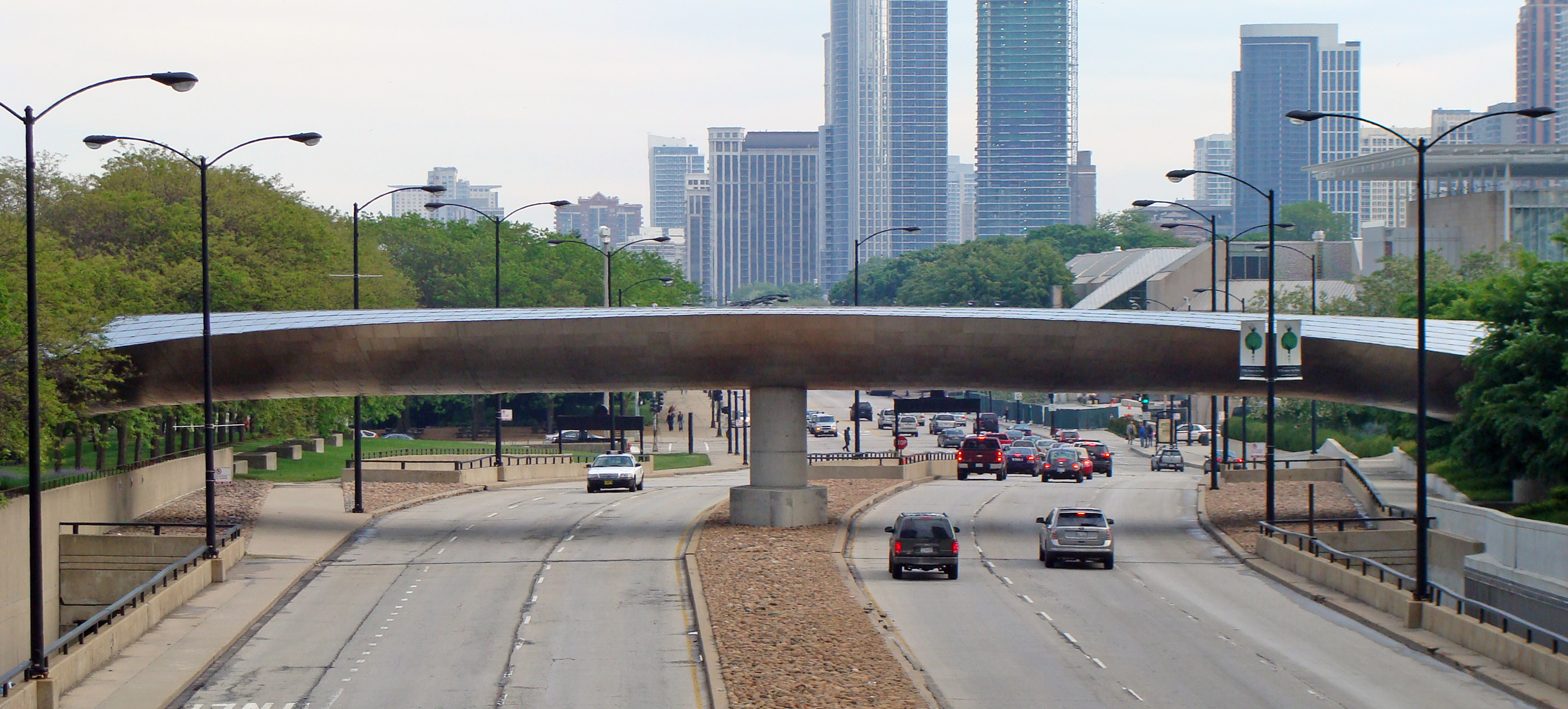
BP步行桥横跨哥伦布道的部分由一根混凝土柱支撑。（从伦道夫道远眺）

盖里在设计步行桥的时候不想用混凝土柱子支撑横跨哥伦布道的桥段。《芝加哥論壇報》的建筑评论员布莱尔·卡閔（Blair Kamin）称：「如果盖里的计划成功了，这座步行桥的造型就不会像现在一样优美了。」而且，这样的设计需搬迁两旁的停车场来建设承重的悬臂，耗费更多劳动力和资金。此外，步行桥位于麦琪戴利公园一端的悬臂需建于门罗道的停车场，因此盖里修改了步行桥的设计，以免影响哥伦布道两旁的地下停车场。
步行桥既是一座把千禧公园和外界连接起来的桥梁，又是一个观景台。它连接老密歇根大道区（Historic Michigan Boulevard District），西卢普区和东密西根湖畔，并为千禧公园阻隔来自哥伦布道的交通噪音。
此外，步行桥的成本在1200至1400万美元之间。建筑商在建造过程中使用不锈钢板、钢梁、钢筋混凝土拱座和硬木桥面，并以弧形不锈钢板代替标准的平面钢板。该弧面设计赋予步行桥一个自然流畅的感觉，而不是传统的方正外表。虽然支撑步行桥的混凝土柱是实心的，盖里采用空心箱梁的设计为步行桥减重，以免增加步行桥下的地下停车场的负担。建筑商也用高速公路的标准建造步行桥，让步行桥在满负荷的时候也能支撑行人的重量。

## 建造

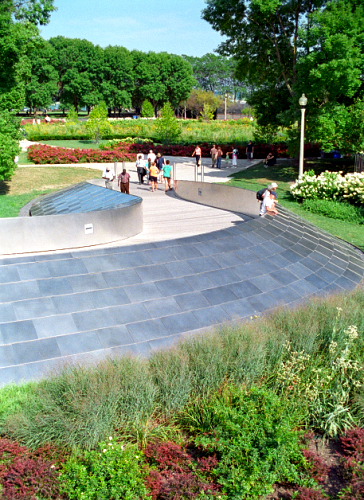
位于麦琪戴利广场的入口和重新设计的景观。

步行桥的桥面为316类（Type 316）的22标准口径不锈钢板（0.031英寸或0.79厚），钢板的表面被抛光成特殊的天使发条纹（Angel Hair Finish），并以相扣的方式连接在一起。316类不锈钢以其易于焊接的特性而闻名。《芝加哥論壇報》称步行桥在建造过程中用了2000块来自巴西的防腐硬木木板，105,000个不锈钢螺丝和9800块不锈钢板。根据《建筑五金专业》（Architecture Metal Expertise），步行桥的「10,400块梯形不锈钢板要经过17道不同的制造工序，需耗费1000个小时。」步行桥的不锈钢表面最终在6个月内完成，共耗费5900小时。此外，在建设过程中，工人们每天安装200块钢板。步行桥共使用两种结构钢，分别为箱型梁和直径为20英寸的不锈钢板。
CATIA软件在建造过程中被用于处理步行桥复杂的几何布局。为保证钢板表面完美的接缝，钢板承包商Custom Metal Fabricators（CMF）也被聘来就地焊接4400块弧形定制钢板。CMF用了57,000平方英尺（5,300平方）的不锈钢片来铺盖步行桥桥身，这些不锈钢片的周长加起来有1,728英尺（526.7）。此外，CMF也为步行桥特别设计了一个不锈钢女兒牆以代替传统的扶手。为保证工程能在冬天进行，CMF特别给工人们盖了一个供暖结构。CMF也因此工程获得由钣金和空调承包商协加州分会（California chapter of the Sheet Metal and Air Conditioning Contractors' National Association）颁发的2005年度汤姆罗吉尔福伊尔纪念建筑钣金奖（2005 Tom Guilfoy Memorial Architectural Sheet Metal Award）。同年，他们还赢了国家钢桥联盟（National Steel Bridge Alliance）的荣誉奖和伊利诺伊结构工程师协会（Structural Engineers Association of Illinois）的卓越结构工程奖。
在连接步行桥两端的那一天，哥伦布道被关闭12个小时。此外，连接过程需要一个330公吨的起重机，所以在起重机运抵前，承包商在地下停车场架起千斤顶确保停车场的屋顶可以支撑起重机的重量。其他工程包括为地下停车场的屋顶安装鋼筋。步行桥四周的景观由景观建筑师泰利·顾恩（Terry Guen）设计。他在步行桥在麦琪戴利广场的一端种了三种不同的木蘭屬和超过二十四种木冠，代替原有美国皂荚、梣树和枫树。

## 用途和争议
BP步行桥在正式开幕前，在2004年5月22日举办了一场私人剪彩仪式，嘉宾包括盖里和芝加哥市长戴利，盖里也在剪彩仪式的那个周末获得芝加哥艺术学院的名誉学位。步行桥在2004年7月16日和千禧公园其他的设施一起向公众开放。虽然步行桥在私人剪彩仪式时还没被命名，但英国石油公司在公园正式开幕前为步行桥的命名权赞助了500万美元，所以最后以BP命名。
《千禧公园：芝加哥的地标》的作者提姆西·吉尔福伊尔（Timothy Gilfoyle）在书里提到一个争议，这个争议主要批评公园「没有品位地」商业命名包括步行桥在内的几个设施 。很多文件也很明确地记载命名权以高价卖出，所以吉尔福伊尔不是唯一一个责备公园把命名权卖给出价最高者的人。虽然这些捐款为千禧公园很多设施提供了建设资金，很多捐款人也过去参加很多本地慈善工作，公益团体还是谴责了芝加哥把公园变得商业化的做法。
步行桥也在公园开幕以后展露了很多毛病，其中包括桥面因冻结的缘故需在冬天关闭。此外，由于步行桥横跨像高速公路般的哥伦布道，所以在冬天把雪铲到路上不是一个可行的选择，但这样，桥面的巴西硬木就会被去雪用的石盐破坏。芝加哥还要求环保人员每天清洗步行桥，桥上代替扶手的女兒牆也要被擦得看不见指纹。
步行桥在过去也因千禧公园的缘故在夏天关闭被谴责。2005年9月8日，美国丰田汽车销售公司（Toyota Motor Sales USA）以80万美元从早上6点到晚上11点租用步行桥和公园其他的设施。2006年8月7日，好事达保险公司（Allstate）以70万美元租用步行桥和公园大部分的设施。虽然芝加哥宣称这些费用可以为千禧公园的免费活动提供资金，这种排斥游客和上下班经过公园的人的行为还是很有争议性。

## 美感

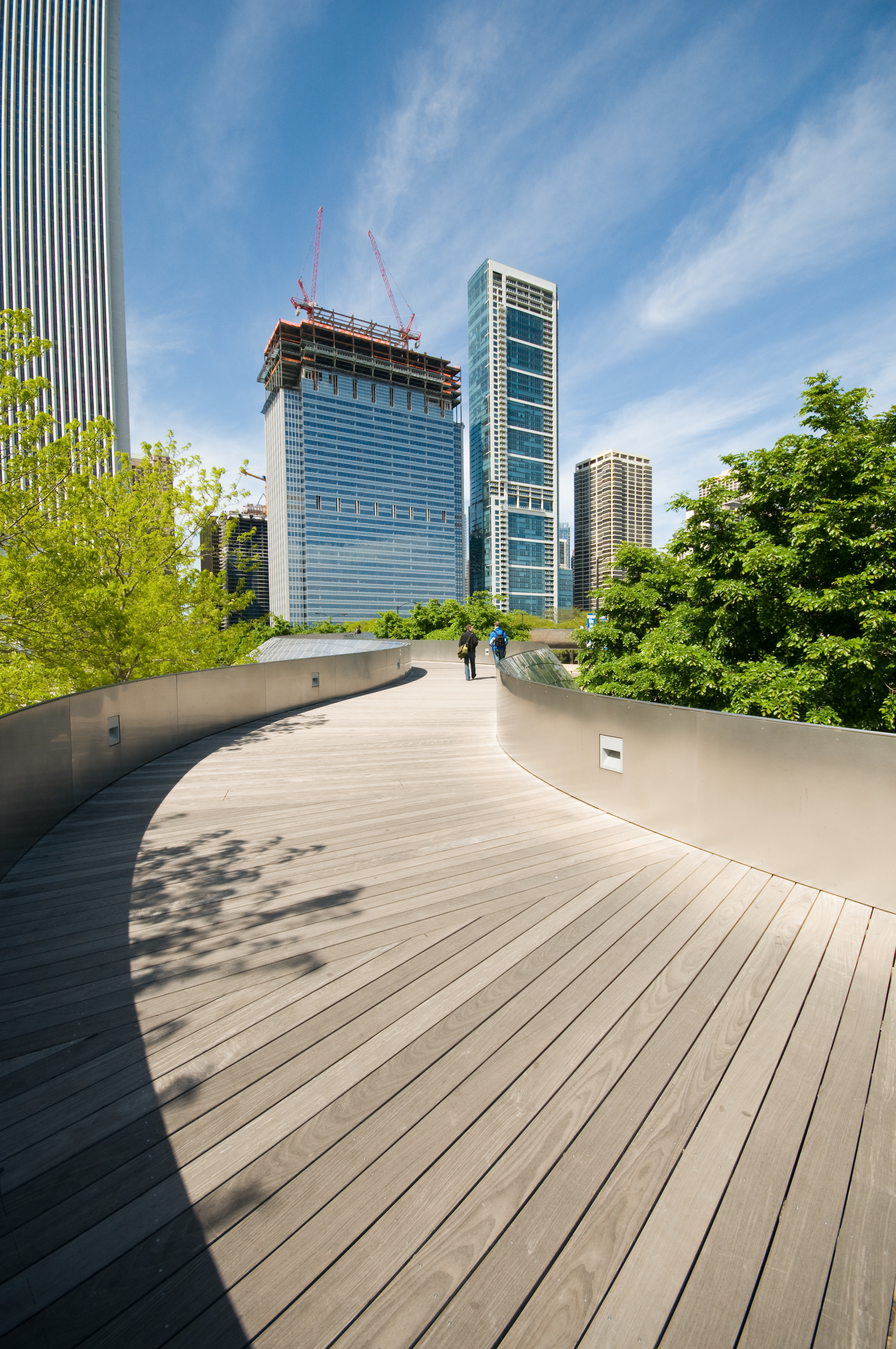
桥面铺了两千块巴西硬木板条。

步行桥因其雕塑般的外表闻名。布莱尔·卡閔称步行桥让人「非常赏心悦目」，因为设计师把焦点从混凝土和钢梁结构转移到其精美的设计元素上。《纽约时报》称阿尼什·卡普尔（Anish Kapoor）努力把云门的焊缝藏起来的做法和盖里的设计形成了很有趣的对比，因后者在设计上强调了步行桥的焊缝。
盖里在原本的设计上尽量让步行桥「补充」临近的杰·普利兹克露天音乐厅。有的人认为步行桥和音乐厅延伸了设计师在其他城市的设计。比如，提姆西·吉尔福伊尔称，两个设计都拥有盖里标志性的不对称设计风格、流畅优美的形态和雕塑般的抽象感，它们金属的外表拥有优美的线条，但都比盖里其他的作品低调和更有活力。
此外，盖里从1960年代开始以鱼和蛇等动物为他的设计灵感，这些动物都出现在他1980年代的作品中。很多人因步行桥蜿蜒的外形，把它俗称为「蛇形桥」。凯门把步行桥形容为「一座让人联想到一条被鳞片覆盖的巨型银蛇的桥」。有的人甚至把桥身的不锈钢板比喻为「爬行动物身上的鳞」。 但盖里觉得这座步行桥更象一条小河，虽然他补充道他可能是唯一一个这么想的人。
步行桥流畅的连续体是盖里对自己其他作品和周边传统建筑的突破。普利策奖得主凯门在他的评论中给步行桥评了四个星（最高分），也赞美现代科技赋予盖里「前所未有的自由」，让他设计了步行桥「复杂的几何布局」和「多维的弧线」。此外，他补充道步行桥像观景楼般地为游客提供老密歇根大道区和密西根湖的景色。他最后建议任何心情不好的人到桥上溜达，因为「你不会很快走到你想去的地方，但你的心情会在到达目的地的时候变得更好」。

## 名单
- 委托人：芝加哥市[11]

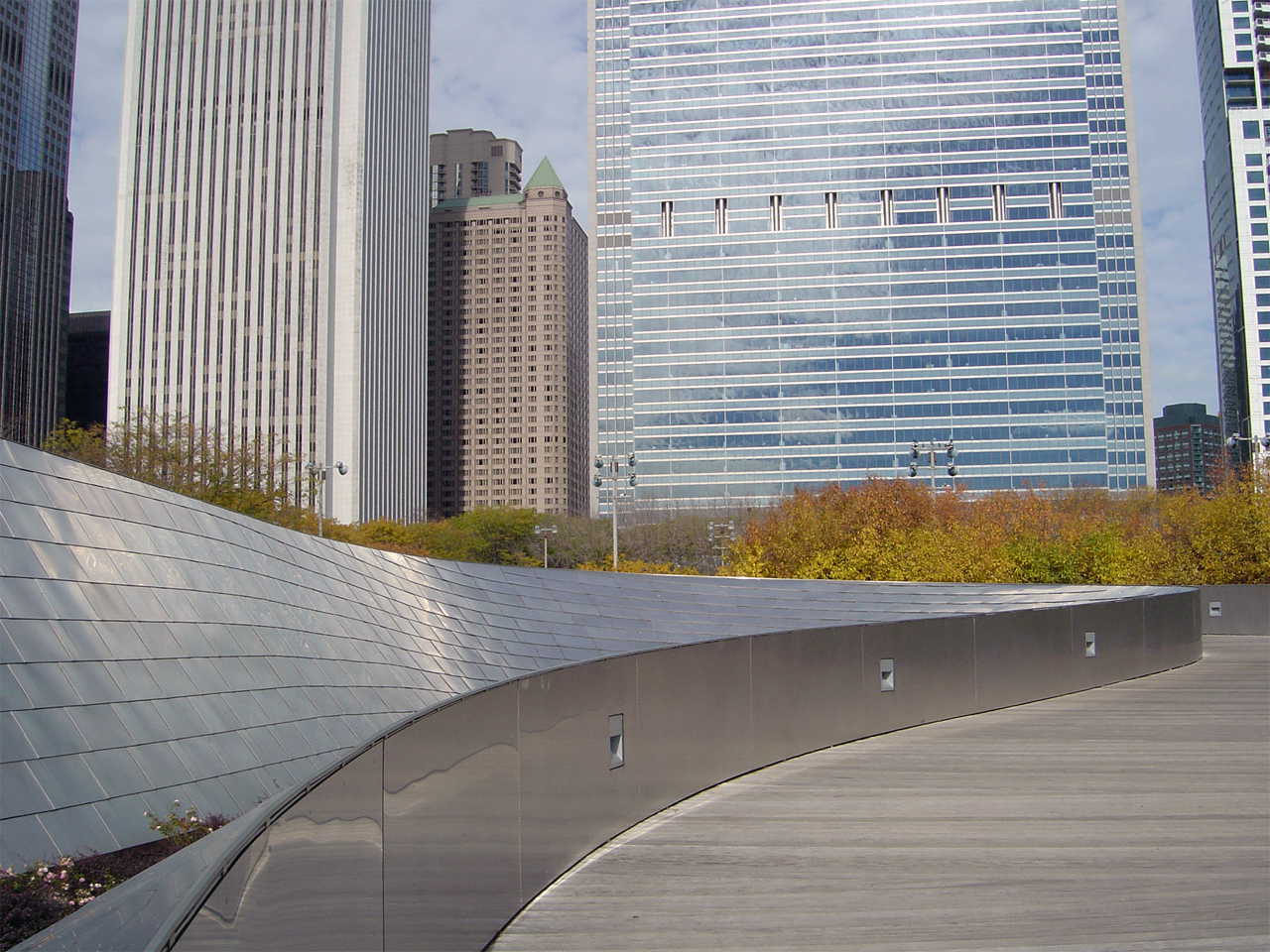
步行桥以女兒牆代替了传统的扶手（女兒牆在晚上以灯光照明）。

- 建筑师：盖里建筑事务所（Gehry Partners, LLP）[59]
- 项目经理：美国股票（US Equities）[59]
- 工程经理： URS建设服务（URS Construction Services）[59]
- 结构工程师：SOM建筑设计事务所[59]
- 机械和电力工程师：麦克唐纳伙伴（McDonough Associates）[59]
- 承包商：沃尔什建设（Walsh Construction）[59]
- 分包商：帕马斯迪利沙玻璃幕墙技术公司（Permasteelisa Cladding Technologies Ltd.）[60]
- 钢供应商：利特尔钢铁公司（Littell Steel Company）[34]
- 钢制造商：帝国建筑伙伴（Imperial Construction Associates）[34]
- 钢板承包商：定制金属加工公司（Custom Metal Fabricators Inc.）[33]

## 注脚
参考资料
1. 1 2 3  （英文）. Green Roofs for Healthy Cities. 2005年  [2008年5月30日]. （原始内容存档于2008年6月8日）.
2. 1 2  （英文）Spielman, Fran. . 芝加哥太陽報. Newsbank. 1999年4月28日  [2008年7月24日]. （原始内容存档于2014年12月20日）.
3. 1 2  （英文）Kamin, Blair. . 芝加哥论坛报. Newsbank. 1999年4月18日  [2008年7月24日]. （原始内容存档于2015年5月4日）.
4. 1 2  （英文）De LaFuente, Della. . 芝加哥太陽報. Newsbank. 1999年4月28日  [2008年7月24日]. （原始内容存档于2014年12月20日）.
5. ↑  （英文）Cohen, Laurie. . 芝加哥论坛报. Newsbank. 2001年7月2日  [2008年6月1日]. （原始内容存档于2014年12月20日）.
6. 1 2 3 4 5 6 7 8 9 10  （英文）Kamin, Blair. . 芝加哥论坛报. Newsbank. 2004年7月18日  [2008年6月1日]. （原始内容存档于2014年12月20日）.
7. 1 2 3  （英文）Gilfoyle, pp. 196–201.
8. ↑  （英文）Gilfoyle, Timothy J. . 纽约时报 (纽约时报公司). 2006年8月6日  [2008年6月24日]. （原始内容存档于2017年8月12日）.
9. ↑  （英文）. Crain's Chicago Business (Crain Communications Inc.). 2008年6月23日: 22.
10. ↑  （英文）. 芝加哥论坛报. Newsbank. 1999年4月27日  [2008年7月24日]. （原始内容存档于2015年5月4日）.
11. 1 2 3  （英文）Bey, Lee. . 芝加哥太陽報. Newsbank. 1999年2月18日  [2009年5月21日]. （原始内容存档于2015年5月4日）.
12. ↑  （英文）. Daily Herald. Newsbank. 1999年2月18日  [2008年7月24日]. （原始内容存档于2015年5月4日）.
13. ↑  （英文）Warren, Ellen and Teresa Wiltz. . 芝加哥论坛報. Newsbank. 1999年2月17日  [2008年7月24日]. （原始内容存档于2015年5月4日）.
14. ↑  （英文）Kamin, Blair. . 芝加哥论坛報. Newsbank. 1999年11月4日  [2008年7月24日]. （原始内容存档于2015年5月4日）.
15. ↑  （英文）Kamin, Blair. . 芝加哥论坛報. Newsbank. 1999年1月23日  [2008年7月24日]. （原始内容存档于2015年5月4日）.
16. ↑  （英文）Song, Lisa. . 芝加哥论坛報. Newsbank. 2000年1月7日  [2008年7月24日]. （原始内容存档于2015年5月4日）.
17. ↑  （英文）Donato, Marla. . 芝加哥论坛報. Newsbank. 2000年1月28日  [2008年7月24日]. （原始内容存档于2015年5月4日）.
18. 1 2 3 4  （英文）Gilfoyle, pp. 239–41.
19. 1 2  （英文）Kamin, Blair. . 芝加哥论坛報. Newsbank. 2000年3月20日  [2008年6月1日]. （原始内容存档于2015年5月4日）.
20. 1 2 3  （英文）Kamin, Blair. . 芝加哥论坛報. Newsbank. 2000年6月23日  [2008年6月10日]. （原始内容存档于2015年5月4日）.
21. ↑  （英文）Sharoff, p. 95
22. 1 2  （英文）Moffett, Nancy. . 芝加哥太阳报. Newsbank. 2003年5月26日  [2008年5月31日]. （原始内容存档于2015年5月4日）.
23. ↑  （英文）Frey, Mary Cameron. . 芝加哥太阳報. Newsbank. 2004年5月24日  [2008年6月1日]. （原始内容存档于2015年5月4日）.
24. ↑  （英文）. United States Department of Transportation – Federal Highway Administration – Infrastructure. 2006年7月7日  [2008年10月2日]. （原始内容存档于2008年10月12日）.
25. ↑  （英文）. 伊利诺伊州议会.   [2009年5月28日]. （原始内容存档于2012年10月20日）.注解：法规中说明车辆的高度为车轮的底部和车顶之间的长度，其中货物也算在内，不应超过13英尺半。
26. 1 2  （英文）Bernstein, Fred A. . 纽约时报. 纽约时报公司. 2004年7月18日  [2008年6月1日]. （原始内容存档于2008年6月8日）.
27. 1 2  Gilfoyle, p. 243.
28. ↑  （英文）Gilfoyle, pp. 303, 308.
29. ↑  （英文）. City of Chicago.   [2008年5月31日]. （原始内容存档于2008年5月26日）.
30. ↑  （英文）. Canada Mortgage and Housing Corporation. 2008年8月  [2008年8月5日]. （原始内容存档于2008年5月13日）.
31. ↑  （英文）Deyer, Joshua. . PN. Paralyzed Veterans of America. 2005.07  [2008年5月31日]. （原始内容 (PDF)存档于2017年5月17日）.
32. ↑  （英文）Gilfoyle, p. 200.
33. 1 2 3 4 5 6 7  （英文）. Architectural Metal Expertise. SMILMCF.   [2008年5月31日]. （原始内容存档于2012年5月9日）.
34. 1 2 3  （英文）Structurae数据库中BP Pedestrian Bridge的数据 Retrieved on July 25, 2008.
35. ↑  （英文）Herrmann, Andrew. . 芝加哥太阳报. Newsbank. 2004年7月15日  [2008年6月1日]. （原始内容存档于2015年4月2日）.
36. 1 2 3 4 5  （英文）Janega, James. . 芝加哥论坛报. Newsbank. 2004年5月22日  [2008年5月30日]. （原始内容存档于2014年12月20日）.
37. ↑  （英文） (PDF). Atlas Specialty Metals. 2008年5月  [2009年6月5日]. （原始内容 (PDF)存档于2008年7月22日）.
38. ↑  Sharoff, p. 105
39. ↑  （英文）Sharoff, p. 100
40. 1 2  Sharoff, p. 103
41. ↑  （英文）. SOM建筑设计事务所.   [2009年5月28日]. （原始内容存档于2009年5月22日）.
42. 1 2  （英文）Sharoff, p. 109
43. 1 2 3  （英文）Nance, Kevin. . 芝加哥太阳报. Newsbank. 2005年5月23日  [2008年6月1日]. （原始内容存档于2015年5月4日）.
44. 1 2  （英文）Smith, Sid. . 芝加哥论坛报. Newsbank. 2004年7月15日  [2008年7月28日]. （原始内容存档于2015年5月4日）.
45. ↑  （英文）Gilfoyle, p. 345.
46. ↑  （英文）Kinzer, Stephen. . 纽约时报. 纽约时报公司. 2004年7月13日  [2008年8月4日]. （原始内容存档于2009年3月7日）.
47. ↑  （英文）Spielman, Fran. . 芝加哥太阳报. Newsbank. 2004年9月2日  [2008年8月4日]. （原始内容存档于2015年5月4日）.
48. ↑  （英文）Nance, Kevin. . 芝加哥太阳报. Newsbank. 2005年12月16日  [2008年6月1日]. （原始内容存档于2015年5月4日）.
49. ↑  （英文）Mihalopoulos, Dan and Hal Dardick. . 芝加哥论坛报. Newsbank. 2005年7月1日  [2008年6月1日]. （原始内容存档于2015年5月4日）.
50. ↑  （英文）Spielman, Fran. . 芝加哥太阳报. Newsbank. 2005年12月16日  [2008年6月1日]. （原始内容存档于2015年5月4日）.
51. 1 2  （英文）Ahmed-Ullah, Noreen S. . 芝加哥论坛报. Newsbank. 2005年9月9日  [2008年7月26日]. （原始内容存档于2014年12月17日）.
52. ↑  （英文）Dardick, Hal. . 芝加哥论坛报. Newsbank. 2005年5月6日  [2088年7月26日]. （原始内容存档于2016年3月4日）.
53. ↑  （英文）Herrmann, Andrew. . 芝加哥太阳报. Newsbank. 2006年5月4日  [2008年5月6日]. （原始内容存档于2014年12月17日）.
54. 1 2  （英文）Gilfoyle, pp. 229–231.
55. ↑  （英文）Jencks, Charles. . 耶鲁大学出版社/谷歌图书. 2002年: 257  [2015-05-03]. ISBN 0-300-09513-9. （原始内容存档于2016-06-17）.
56. ↑  Waters, John Kevin. . Rockport Publishers/谷歌图书. 2003年: 161  [2015-05-03]. ISBN 1-59253-000-1. （原始内容存档于2013-06-18）.
57. ↑  （英文）Feuerstein, Günther. . Edition Axel Menges/Google Books. 2001: 131  [2015-05-03]. ISBN 3-930698-87-0. （原始内容存档于2016-05-20）.
58. ↑  Gilfoyle, p. 272.
59. 1 2 3 4 5 6  （英文）. 芝加哥.   [2008年5月31日]. （原始内容存档于2008年5月3日）.
60. ↑  （英文）. Radius Track Corporation.   [2011年9月28日]. （原始内容存档于2019年2月15日）.

书目
- （英文）Gilfoyle, Timothy J. . Chicago: University of Chicago Press. 2006. ISBN 978-0-226-29349-3.
- （英文）Sharoff, Robert. . Walsh Construction Company. 2004.